# Subsecretaría de Economía y Empresas de Menor Tamaño de Chile
La Subsecretaría de Economía y Empresas de Menor Tamaño de Chile es la subsecretaría de Estado dependiente del Ministerio de Economía, Fomento y Turismo de la cual es su colaborador inmediato y se encarga de generar coordinaciones para que, en conjunto con los ministerios sectoriales, se formulen las políticas y planes de fomento considerando las particularidades de las empresas de menor tamaño. Desde el 11 de marzo de 2022, la subsecretaria de Economía y Empresas de Menor Tamaño es Javiera Petersen Muga, actuando bajo el gobierno de Gabriel Boric.

## Subsecretarios

### Subsecretarios de Economía, Fomento y Reconstrucción (1960–2010)
| Retrato | Subsecretario/a              | Partido                 | Partido | Inicio                   | Final                    | Presidente | Presidente                 |
| ------- | ---------------------------- | ----------------------- | ------- | ------------------------ | ------------------------ | ---------- | -------------------------- |
|         | ¿?                           |                         | ¿?      | 1960                     | 3 de noviembre de 1964   |            | Jorge Alessandri Rodríguez |
|         | ¿?                           |                         | ¿?      | 3 de noviembre de 1964   | 3 de noviembre de 1970   |            | Eduardo Frei Montalva      |
|         | Óscar Guillermo Garretón     |                         | MAPU    | 3 de noviembre de 1970   | 1972                     |            | Salvador Allende Gossens   |
|         | Fernando Flores Labra        | 1972                    | MAPU    | 1972                     |                          |            | Salvador Allende Gossens   |
|         | Armando Arancibia Calderón   |                         | PS      | 1972                     | 11 de septiembre de 1973 |            | Salvador Allende Gossens   |
|         | Enrique Lackington Montti    |                         | Militar | 12 de septiembre de 1973 | 11 de julio de 1974      |            | Augusto Pinochet Ugarte    |
|         | Daniel Gastón Frez Arancibia |                         | Ind.    | 11 de julio de 1974      | 29 de octubre de 1975    |            | Augusto Pinochet Ugarte    |
|         | Sergio Pérez Hormazábal      |                         | Militar | 29 de octubre de 1975    | 14 de diciembre de 1979  |            | Augusto Pinochet Ugarte    |
|         | Hernán Büchi Buc             |                         | Ind.    | 14 de diciembre de 1979  | 1 de enero de 1981       |            | Augusto Pinochet Ugarte    |
|         | Hernán Ramírez Migliassi     |                         | Militar | 1 de enero de 1981       | 28 de marzo de 1981      |            | Augusto Pinochet Ugarte    |
|         | Pedro Pizarro Baltz          |                         | Ind.    | 28 de marzo de 1981      | 8 de septiembre de 1982  |            | Augusto Pinochet Ugarte    |
|         | Álvaro Bardón Muñoz          | 8 de septiembre de 1982 | Ind.    | 16 de febrero de 1983    |                          |            | Augusto Pinochet Ugarte    |
|         | Manuel Concha Martínez       |                         | Militar | 16 de febrero de 1983    | 1984                     |            | Augusto Pinochet Ugarte    |
|         | Jorge Valenzuela Durán       | 1984                    | Militar | 27 de julio de 1987      |                          |            | Augusto Pinochet Ugarte    |
|         | Norman Bull de la Jara       |                         | Ind.    | 27 de julio de 1987      | 11 de marzo de 1990      |            | Augusto Pinochet Ugarte    |
|         | Jorge Marshall Rivera        |                         | PPD     | 11 de marzo de 1990      | 28 de septiembre de 1992 |            | Patricio Aylwin Azócar     |
|         | Álvaro Briones Ramírez       |                         | PS      | 28 de septiembre de 1992 | 11 de marzo de 1994      |            | Patricio Aylwin Azócar     |
|         | Carlos Mladinic Alonso       |                         | PDC     | 11 de marzo de 1994      | 19 de abril de 1995      |            | Eduardo Frei Ruiz-Tagle    |
|         | Ángel Maulén Ríos            | 19 de abril de 1995     | PDC     | 28 de agosto de 1996     |                          |            | Eduardo Frei Ruiz-Tagle    |
|         | Óscar Landerretche Gacitúa   |                         | PS      | 28 de agosto de 1996     | 24 de noviembre de 1998  |            | Eduardo Frei Ruiz-Tagle    |
|         | Luis Sánchez Castellón       |                         | PDC     | 24 de noviembre de 1998  | 11 de marzo de 2000      |            | Eduardo Frei Ruiz-Tagle    |
|         | Álvaro Díaz Pérez            |                         | PS      | 11 de marzo de 2000      | 29 de junio de 2004      |            | Ricardo Lagos Escobar      |
|         | Carlos Álvarez Voullieme     | 29 de junio de 2004     | PS      | 11 de marzo de 2006      |                          |            | Ricardo Lagos Escobar      |
|         | Ana María Correa López       |                         | PDC     | 11 de marzo de 2006      | 14 de enero de 2008      |            | Michelle Bachelet Jeria    |
|         | Jean Jacques Duhart Saurel   |                         | PPD     | 14 de enero de 2008      | 11 de marzo de 2010      |            | Michelle Bachelet Jeria    |

### Subsecretarios de Economía y Empresas de Menor Tamaño (2010–presente)
| Retrato | Subsecretario/a              | Partido | Partido | Inicio                 | Final                  | Presidente | Presidente                 |
| ------- | ---------------------------- | ------- | ------- | ---------------------- | ---------------------- | ---------- | -------------------------- |
|         | Tomás Flores Jaña            |         | Ind.    | 11 de marzo de 2010    | 11 de marzo de 2014    |            | Sebastián Piñera Echenique |
|         | Katia Trusich Ortiz          |         | PPD     | 11 de marzo de 2014    | 4 de enero de 2016     |            | Michelle Bachelet Jeria    |
|         | Natalia Piergentili Domenech |         | PPD     | 1 de febrero de 2016   | 11 de marzo de 2018    |            | Michelle Bachelet Jeria    |
|         | Ignacio Guerrero Toro        |         | Evópoli | 11 de marzo de 2018    | 6 de enero de 2020     |            | Sebastián Piñera Echenique |
|         | Esteban Carrasco Zambrano    |         | Ind.    | 6 de enero de 2020     | 3 de noviembre de 2020 |            | Sebastián Piñera Echenique |
|         | Julio Pertuzé Salas          |         | UDI     | 3 de noviembre de 2020 | 11 de marzo de 2022    |            | Sebastián Piñera Echenique |
|         | Javiera Petersen Muga        |         | PCCh    | 11 de marzo de 2022    | en el cargo            |            | Gabriel Boric Font         |